# Lomographa prosticta
Lomographa prosticta là một loài bướm đêm trong họ Geometridae.